# Iniciativa popular
Iniciativa popular é um instrumento da democracia direta ou democracia semidireta que torna possível, à população, apresentar projetos de lei.

## Alemanha
Na Alemanha, iniciativas populares são possíveis no âmbito dos Estados da Alemanha.

## Brasil
Segundo o artigo 61, §2 da Constituição brasileira de 1988, regulamentado pela lei 9 709 de 1998, é permitida a apresentação de projetos de lei pelos poderes Legislativo, Executivo e pela iniciativa popular. Neste último caso, a constituição exige como procedimento a adesão mínima de 1% da população eleitoral nacional, mediante assinaturas, distribuídos por pelo menos 5 unidades federativas e no mínimo 0,3% dos eleitores em cada uma dessas unidades. Como segundo o TSE o número de eleitores do Brasil em julho de 2010 era de 135,8 milhões, o número mínimo de assinaturas para um projeto de iniciativa popular seria, portanto, 1,36 milhão. 
Número de eleitores no Brasil e número de assinaturas necessárias para encaminhamento de lei de iniciativa popular
| Região       | Unidade da Federação (sigla) | Número de eleitores em julho de 2010 | Quanto representa do eleitorado nacional | 0,3% destes eleitores = número de assinaturas necessárias em cinco destes estados para encaminhar projeto de lei de iniciativa popular (valor arredondado) |
| ------------ | ---------------------------- | ------------------------------------ | ---------------------------------------- | --- |
| Sudeste      | Minas Gerais (MG)            | 14 522 090                           | 10,693%                                  | 43 566 |
| Nordeste     | Rio Grande do Norte (RN)     | 2 246 691                            | 1,654%                                   | 6 740 |
| Sudeste      | Rio de Janeiro (RJ)          | 11 589 763                           | 8,534%                                   | 34 769 |
| Nordeste     | Alagoas (AL)                 | 2 034 326                            | 1,498%                                   | 6 102 |
| Sudeste      | Espírito Santo (ES)          | 2 523 185                            | 1,858%                                   | 7 569 |
| Sudeste      | São Paulo (SP)               | 30 301 398                           | 22,313%                                  | 90 904 |
| Sul          | Paraná (PR)                  | 7 601 553                            | 5,597%                                   | 22 804 |
| Sul          | Rio Grande do Sul (RS)       | 8 112 236                            | 5,973%                                   | 24 336 |
| Nordeste     | Paraíba (PB)                 | 2 740 079                            | 2,018%                                   | 8 220 |
| Nordeste     | Maranhão (MA)                | 4 324 696                            | 3,185%                                   | 12 974 |
| Nordeste     | Pernambuco (PE)              | 6 259 850                            | 4,609%                                   | 18 779 |
| Norte        | Roraima (RR)                 | 271 890                              | 0,200%                                   | 815 |
| Norte        | Amazonas (AM)                | 2 030 549                            | 1,495%                                   | 6 091 |
| Norte        | Acre (AC)                    | 470 975                              | 0,347%                                   | 1 412 |
| Nordeste     | Sergipe (SE)                 | 1 425 973                            | 1,050%                                   | 4 277 |
| Centro-Oeste | Mato Grosso (MT)             | 2 095 825                            | 1,543%                                   | 6 287 |
| Centro-Oeste | Goiás (GO)                   | 4 061 371                            | 2,991%                                   | 12 184 |
| Sul          | Santa Catarina (SC)          | 4 538 891                            | 3,342%                                   | 13 616 |
| Nordeste     | Ceará (CE)                   | 5 881 584                            | 4,331%                                   | 17 644 |
| Nordeste     | Bahia (BA)                   | 9 550 898                            | 7,033%                                   | 28 652 |
| Norte        | Rondônia (RO)                | 1 079 327                            | 0,795%                                   | 3 237 |
| Norte        | Amapá (AP)                   | 420 799                              | 0,310%                                   | 1 262 |
| Centro-Oeste | Distrito Federal (DF)        | 1 836 280                            | 1,352%                                   | 5 508 |
| Norte        | Tocantins (TO)               | 948 920                              | 0,699%                                   | 2 846 |
| Centro-Oeste | Mato Grosso do Sul (MS)      | 1 702 511                            | 1,254%                                   | 5 107 |
| Nordeste     | Piauí (PI)                   | 2 263 834                            | 1,667%                                   | 6 791 |
| Norte        | Pará (PA)                    | 4 768 457                            | 3,511%                                   | 14 305 |
| Total        | Brasil                       | 135 804 433                          | 100,000%                                 | 407 413 |

Fonte: TSE
Embora haja certa dificuldade e burocratização nesse processo, quatro Projetos de Lei de Iniciativa Popular já foram aprovados e se transformaram em leis no Brasil. A primeira foi a lei 8 930, de 7 de setembro de 1994, tipificando novos crimes hediondos como homicídio, campanha esta gerada pela comoção nacional diante do assassinato da atriz Daniella Perez. O caso mais recente foi o projeto Ficha Limpa, ocorrido em 2010. Apesar de inúmeras outras mobilizações terem acontecido, os projetos encaminhados pela iniciativa popular, em geral, são adotados por um parlamentar ou pelas comissões, que garantem sua tramitação no Congresso Nacional, assumindo, assim, a autoria do projeto.. 
Mais recentemente, o Ministério Público do Estado do Paraná, a Associação Paranaense do Ministério Público e a Fundação da Escola do Ministério Público do Paraná, em parceria com o Ministério Público Federal, participaram da campanha "Dez Medidas contra a Corrupção". A iniciativa, sem qualquer vínculo político-partidário, tem, por objetivo, a apresentação de projeto de lei de iniciativa popular ao Congresso Nacional, destinado ao aperfeiçoamento do sistema jurídico, de modo a reprimir a corrupção e a impunidade no Brasil. Em 29 de março de 2016, integrantes do Ministério Público Federal entregaram, no Congresso Nacional, mais de 2 milhões de assinaturas de cidadãos que apoiam um pacote de 10 medidas de combate à corrupção.

###### Iniciativas populares a nível nacional
| Ano  | Nome da campanha                             | Número de assinaturas | Número de assinaturas digitais | Número de assinaturas manuscrita | Data da apresentação | Projeto de lei (PL) | Aprovado      | Data de vigor |
| ---- | -------------------------------------------- | --------------------- | ------------------------------ | -------------------------------- | -------------------- | ------------------- | ------------- | ------------- |
| 2016 | Movimento dez medidas de combate à Corrupção | + de 2 millhões       |                                |                                  | 29/03/2016           | 4850/2016           | em tramitação |               |
| 2010 | Ficha Limpa                                  | + de 1,6 milhões      |                                |                                  |                      | 135/2010            | sim           | 04/06/2010    |
| 1994 | Crimes hediondos (caso Daniella Perez)       | 1,3 milhão            | -                              | 1,3 milhão                       | ??/??/1994           | 8930/1994           | sim           | ??/??/1994    |

###### Iniciativas populares a nível estadual
| Ano | Unidade de federação | Nome da campanha | Número de assinaturas | Número de assinaturas digitais | Número de assinaturas manuscrita | Data da apresentação | Projeto de lei (PL) | Data de vigor |
| --- | -------------------- | ---------------- | --------------------- | ------------------------------ | -------------------------------- | -------------------- | ------------------- | ------------- |
|     |                      |                  |                       |                                |                                  |                      |                     |               |
|     |                      |                  |                       |                                |                                  |                      |                     |               |

###### Iniciativas populares a nível municipal
|  |  |  |  |  |  |  |  |  |  |
|  |  |  |  |  |  |  |  |  |  |

## Estados Unidos da América
Nos Estados Unidos da América, a iniciativa popular é um instrumento político reconhecido no âmbito dos estados e no distrito federal, o Distrito de Columbia.

## Suíça
A Suíça se considera oficialmente uma "democracia semidireta", com o sistema representativo e de referendos e plebiscitos coexistindo; somente no cantão de Glarus e no semicantão Appenzell Innerrhoden a democracia é praticamente direta, com o Povo se reunindo ao ar livre no vilarejo para tomar decisões.
Mais da metade dos referendos realizados a nível internacional entre 1900 e 1993 - 52 por cento - tiveram lugar na Suíça.